# ذبل

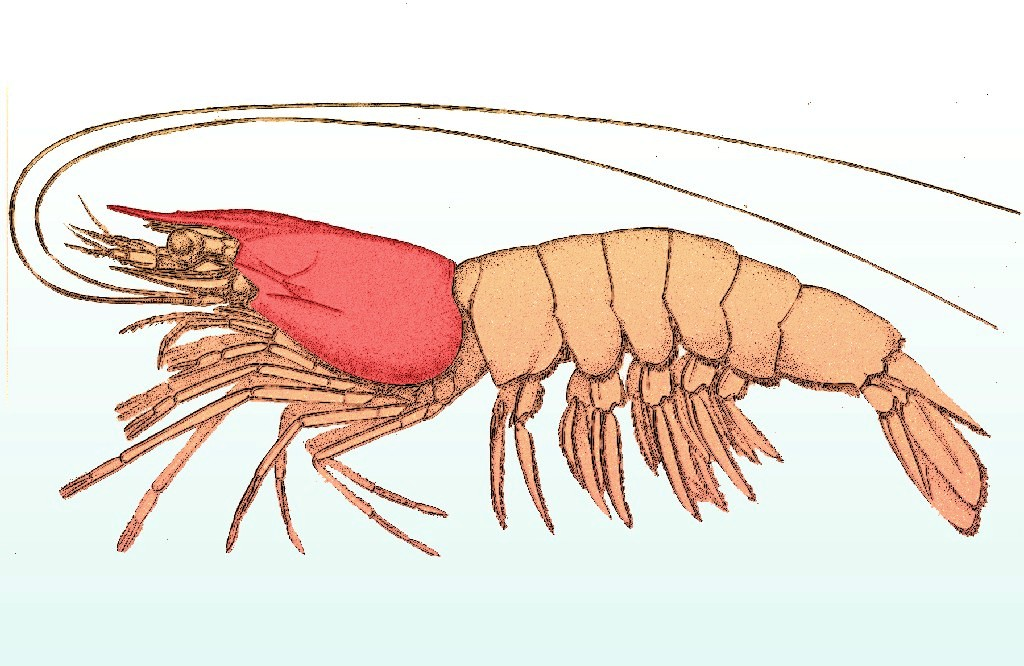

الذَّبْل أو الدرع الحيواني هو درع قاسٍ يُغطي ظهر الحيوانات كما في المفصليات، مثل القشريات والعنكبيات، وكذلك الفقاريات، مثل السلاحف. ويسمى الجانب السفلي الحيزوم.